# Chiesa di San Materno (Milano)
La chiesa di San Materno è un edificio religioso di Milano, sito nel quartiere di Figino, la cui esistenza è attestata, come cappella facente parte della parrocchia di Trenno, alla fine del XIV secolo. L'edificio attuale risale però al 1911, dopo che la chiesa fu distrutta da un incendio nel 1908 e ricostruita su progetto di don Enrico Locatelli, architetto e parroco di Vergiate. Negli anni 1934-1935 un ulteriore intervento architettonico portò al raddoppio della superficie dell'edificio e al completamento del campanile.

## Architettura
La facciata della chiesa, terminata nel 1937 e realizzata su progetto di Enrico Pellegrini, riprende la suddivisione interna a tre navate, con un arco a tutto sesto che racchiude il portale centrale, sovrastato da un medaglione con mosaico raffigurante San Materno opera di G. Castaman su disegno di Luigi Migliavacca; ai lati del portale centrale si trovano due nicchie che ospitano due statue raffiguranti San Paolo, a sinistra, e San Pietro, a destra. Sui due lati dell'ingresso principale si trovano altri due portali, anch'essi racchiusi in archi a tutto sesto di altezza inferiore rispetto a quello centrale, ed entrambi sovrastati da due rosoni in vetro policromo. Sopra l'architrave centrale si trova la scritta DIVO MATERNO, sormontata da un decoro su cui poggia una croce, ai lati della quale si trovano le statue di due angeli trombettieri.
L'interno della chiesa, come detto, è a tre navate, con quella centrale terminante con il presbiterio e l'abside; le due navate laterali terminano all'altezza del transetto, dove si trovano gli accessi alla sagrestia e ad altri locali di servizio. La sagrestia funge anche da base del campanile.
La decorazione pittorica interna è opera del 1943 di Arturo Galli e all'interno è ancora presente l'organo settecentesco salvato dall'incendio del 1908.